# Csákánydoroszló, Vas
Csákánydoroszló  este un sat în districtul Körmend, județul Vas, Ungaria, având o populație de 1.802 locuitori (2011). 

## Demografie
Componența etnică a satului Csákánydoroszló
     Maghiari (98,55%)
     Alții (1,45%)
Componența confesională a satului Csákánydoroszló
     Fără religie (2,66%)
     Reformați (1,5%)
     Luterani (1,22%)
     Necunoscută (94,12%)
     Atei (0,5%)
     Alte religii (0,39%)
Conform recensământului din 2011, satul Csákánydoroszló avea 1.802 locuitori. Din punct de vedere etnic, majoritatea locuitorilor (98,55%) erau maghiari. Nu există o religie majoritară, locuitorii fiind persoane fără religie (2,66%), reformați (1,5%) și luterani (1,22%). Pentru 94,12% din locuitori nu este cunoscută apartenența confesională.